# Пантелеевы (деревня)
Пантелеевы — деревня в Слободском районе Кировской области в составе Шиховского сельского поселения.

## География
Находится на расстоянии примерно 10 км на восток-северо-восток от Нового моста через Вятку в городе Киров на правом берегу Пантелеевского пруда. 

## История
Известна с 1671 года как деревня Ивановская или Алексеевская с 1 двором, в 1764 году Ивановская с 40 жителями. В 1873 году деревня Ивановская (Пантелеевы), где дворов 12 и жителей 72, в 1905 15 и 89, в 1926 18 и 106, в 1950 48 и 71. В 1989 оставалось 23 жителя. Настоящее название утвердилось с 1939 года. За последние годы деревня значительно выросла за счет индивидуального жилищного строительства, в рамках которого построено более двухсот домов.

## Население
Постоянное население  составляло 20 человек (русские 100%) в 2002 году, 72 в 2010.